# Gurbannazar Aşyrow
Gurbannazar Aşyrow (* 1974 in Aşgabat, Turkmenische SSR, UdSSR) ist ein turkmenischer Politiker.

## Biographie
Aşyrow schloss 1995 das Turkmenische Polytechnikum im Fach Physik ab. Nach seinem Abschluss arbeitete er kurzzeitig als Nachwuchsforscher am Institut für Mathematik und Computertechnologien in Aşgabat.
In den Jahren 1998–2005 war er in den Gremien des turkmenischen Ministerkabinetts tätig: Er war Berater der Abteilung für Verkehr und Kommunikation, Leiter der Abteilung der staatlichen Kommission für Notfallsituationen und Zivilschutz und Leiter der Abteilung für Verkehr und Kommunikation des Ministerkabinetts (2000–2005).
Ab August 2005 war Aşyrow Chef der Wasserwege-Verwaltung Turkmenistans. Er bekleidete im Kabinett der turkmenischen Regierung den Posten eines Vizepremiers. 2008 wurde er wegen „gravierender Mängel in seiner Arbeit“ aus allen Ämtern entfernt.